# Maneca
Manuel Marinho Alves (Salvador de Bahía, Brasil, 28 de enero de 1926-Río de Janeiro, Brasil, 28 de junio de 1961), más conocido como Maneca, fue un futbolista brasileño que jugaba como delantero.

## Fallecimiento
Murió el 28 de junio de 1961, cuando se suicidó al tomar cianuro de mercurio en la casa de su novia. Fue llevado en estado grave al Hospital Miguel Couto, donde finalmente falleció a la edad de 35 años.

## Selección nacional
Fue internacional con la selección de fútbol de Brasil en 6 ocasiones y convirtió 2 goles. Formó parte de la selección subcampeona de la Copa del Mundo de 1950.

### Participaciones en Copas del Mundo
| Mundial                        | Sede   | Resultado  | Partidos | Goles |
| ------------------------------ | ------ | ---------- | -------- | ----- |
| Copa Mundial de Fútbol de 1950 | Brasil | Subcampeón | 4        | 1     |

## Clubes
| Club          | País   | Año       |
| ------------- | ------ | --------- |
| Galícia       | Brasil | 1943-1945 |
| Vitória       | Brasil | 1945-1946 |
| Vasco da Gama | Brasil | 1946-1955 |
| Vitória       | Brasil | 1956      |
| Bangu         | Brasil | 1956      |
| Galícia       | Brasil | 1957      |

## Palmarés

### Campeonatos regionales
| Título             | Club          | País   | Año  |
| ------------------ | ------------- | ------ | ---- |
| Campeonato Baiano  | Galícia       | Brasil | 1943 |
| Campeonato Carioca | Vasco da Gama | Brasil | 1947 |
| Campeonato Carioca | Vasco da Gama | Brasil | 1949 |
| Campeonato Carioca | Vasco da Gama | Brasil | 1950 |
| Campeonato Carioca | Vasco da Gama | Brasil | 1952 |

### Copas internacionales
| Título                               | Club          | Sede             | Año  |
| ------------------------------------ | ------------- | ---------------- | ---- |
| Campeonato Sudamericano de Campeones | Vasco da Gama | Santiago (Chile) | 1948 |